# 멍
멍(bruise, contusion)은 조직의 혈종의 일종이다. 여기서 모세혈관과 간혹 세정맥은 외상에 의해 상해를 입게 되면, 피가 스며들어 출혈이 일어나거나 주변 사이 세포 조직으로 내출혈이 일어날 수 있다. 압박에 의하지 않더라도, 피부, 피하 조직, 근육, 뼈 수준에서 모세관을 통해 멍이 발생할 수 있다. 타박상 등으로 말미암아 한 곳에 계속 머무르며 맺힌 피는 어혈(瘀血)이라고 부른다.

## 병인
멍은 혈소판이나 혈액응고인자 관련 질병이 있는 환자에게서 관찰될 수 있다. 설명이 되지 않는 멍의 경우 아동 학대, 가정폭력, 또는 백혈병이나 수막염균 감염 문제의 증상일 수 있다.

### 심각도
| 위해 점수 | 심각도         | 참고             |
| --------- | -------------- | ---------------- |
| 0         | 가벼운 멍      | 위험 없음        |
| 1         | 약간의 멍      | 위험이 거의 없음 |
| 2         | 중등 수준의 멍 | 약간의 위험      |
| 3         | 심각한 멍      | 위험             |
| 4         | 매우 심각한 멍 | 위험             |
| 5         | 치명적인 멍    | 사망 위험 있음   |

## 같이 보기
- 출혈
- 화상
- 물집